# 고승범 (축구 선수)
고승범(高丞範, 1994년 4월 24일 ~ )는 대한민국의 축구 선수이다. 포지션은 중앙 미드필더, 오른쪽 측면 미드필더, 왼쪽 측면 미드필더이다. 현재 K리그1 울산 HD 소속이다.

## 선수 경력
2016 시즌을 앞두고 수원 삼성 블루윙즈에 자유계약으로 입단했다.
2017년 4월 12일 이스턴 SC와의 AFC 챔피언스리그 4차전 경기에서 데뷔골을 성공시켰다.
2018 시즌을 앞두고 대구 FC로 임대 이적했다. 임대 기간 동안 대구를 FA컵 첫 번째 우승에 일조하였다.
시즌 종료 후 수원 삼성 블루윙즈로 컴백했다.
2019년 11월 10일 열린 대전 코레일과의 FA컵 결승 2차전에서 홀로 2득점을 기록하며 팀의 4-0 승리를 이끌었고 FA컵 MVP에 올랐다.
FA컵 결승전 이후 고승범은 완전히 다른 선수가 되었다. 말 그대로 포텐이 터져버렸다.
지치지 않는 체력과 활동량으로 수원 중원을 책임지며 2021 시즌 핵심선수가 되었고 수원의 전반기를 이끌었다.
전반기가 끝나고 김천 상무로 입대하였고 이후 수원의 성적은 말 그대로 곤두박질 치면서 고승범의 중요성이 증명되었다.
2022년 1월 6일 원두재의 코로나 확진자 밀접 접촉으로 인한 자가격리가 필요해지면서 고승범이 대체 선수로 뽑혔다. 고승범 선수의 역사적인 첫 국대승선을 알렸다.
2024 시즌을 앞두고 울산 HD로 이적하였다.

## 수상

### 팀
- 코리아컵 우승: 2016, 2019
- K리그 우승: 2024년

### 개인
- 2019년 KEB하나은행 FA컵 MVP
- EA SPORTS K리그 이달의 선수상 : 2024년 10월
- K리그1 베스트 11: 2024